# Duroia plicata
Duroia plicata är en måreväxtart som beskrevs av Raymond Benoist. Duroia plicata ingår i släktet Duroia och familjen måreväxter.
Artens utbredningsområde är Franska Guyana. Inga underarter finns listade i Catalogue of Life.